# Syndicate Wars
Syndicate Wars est un jeu vidéo de tactique en temps réel développé par Bullfrog, sorti en 1996. Suite de Syndicate (1993). Il est situé dans un univers futuriste cyberpunk.
Comme son prédécesseur, il est particulièrement novateur pour l'époque grâce à son mode de jeu et aussi grâce à ses graphismes en 3D temps réel. Le joueur est aux commandes de deux organisations souhaitant faire main basse sur le monde : un syndicat du crime high tech ou une secte futuriste. Pour arriver à ses fins, le joueur peut tout utiliser : espionnage industriel, meurtre, enlèvement, destruction de matériel, l'équipe d'agents doit s'adapter pour accomplir chacune des missions (en utilisant la violence de préférence).

## Histoire du développement
Le jeu se termine en laissant en suspens de nombreuses questions, ce qui laissait augurer une suite. Une troisième campagne, mettant en scène les civils anarchistes, était d'ailleurs prévue dans le jeu (quelques traces de ces missions peuvent se retrouver dans les fichiers du jeu) mais ne fut finalement pas incluse, peut-être en vue de la sortir dans une extension. Cependant, faute d'un succès suffisant, Syndicate Wars ne connut aucune suite.

## Système de jeu
Le jeu se passe en deux phases : 
- Une phase de décision où le joueur peut sélectionner les recherches technologiques à étudier (armes qui vont du fusil à pompe au minigun, en passant par les explosifs, etc.). Il faut également gérer l'équipement physique des agents (implants cybernétiques, remplacer certaines parties du corps de vos équipiers, cyberbras qui portent plus, armure, yeux pour pouvoir mieux se faire. Il est même possible de booster le cerveau).

Puis il n'y a plus qu'à équiper son équipe et enfin sélectionner une mission à réaliser ;
- La deuxième phase consiste à réaliser la mission. Dans un monde complètement en 3D, le joueur commande son équipe, et peut faire tourner le plateau de jeu sur lui-même afin de mieux cerner le théâtre des opérations.

## Exploitation
Syndicate Wars est commercialisé sur les ordinateurs de type compatible PC (DOS) en 1996 et sur la console PlayStation en 1997. La version DOS est rééditée en 2000 dans la série EA Classics sous Windows (avec le jeu Warhammer: Dark Omen) et la version PlayStation est rééditée en 2008 sur PlayStation 3 et PlayStation Portable (en téléchargement). Une version adaptée aux PC récents est disponible à l'achat sur internet.

## Accueil
| Syndicate Wars        |      |       |
| Média                 | Pays | Notes |
| Computer Gaming World | US   | 4/5   |
| GameSpot              | US   | 75 %  |
| Gen4                  | FR   | 3/6   |
| Joystick              | FR   | 90 %  |
| PC Gamer US           | US   | 88 %  |

## La série
- 1993 - Syndicate
- 1996 - Syndicate Wars
- 2012 - Syndicate (un temps appelé Syndicate - Project Redlime avant sa sortie)